# Pseudolampona marun
Pseudolampona marun is een spinnensoort uit de familie Lamponidae. De soort komt voor in Queensland.